# Marte Leinan Lund
Pour les articles homonymes, voir Lund.
Marte Leinan Lund, née le 1er avril 2001, est une coureuse norvégienne du combiné nordique.

## Biographie
Ses débuts internationaux interviennent en 2016 dans la une compétition pour jeunes. En 2018, elle fait ses débuts dans la nouvelle Coupe continentale féminine, mais effectue sa première saison complète l'hiver suivant.
Au Grand Prix 2019, elle prend la deuxième place du premier concours par équipes mixtes avec Magnus Krog, Gyda Westvold Hansen et Harald Johnas Riiber. Elle devient ensuite championne de Norvège a Beitostølen. À l'hiver 2019-2020, elle est part de la première équipe féminine norvégienne de combiné. Sur la Coupe continentale, elle monte sur son premier podium à Park City, avant de gagner une course à domicile en Norvège à Rena. Après un nouveau podium, elle se positionne deuxième du classement général de la compétition derrière Tara Geraghty-Moats.
En 2020, elle gagne aussi une médaille d'or aux vice-championne du monde junior dans l'épreuve par équipes mixtes.
En décembre, à l'occasion de la première course de l'histoire de la Coupe du monde féminine de combiné nordique à Ramsau en décembre 2020, elle se classe quatrième.
Elle est la sœur d'une autre coureuse de combiné, Mari Leinan Lund.

## Palmarès en combiné nordique

### Championnats du monde
| Épreuve / Édition        | Individuel     | Individuel |
| Épreuve / Édition        | Petit tremplin |            |
| Mondiaux 2021 Oberstdorf | Bronze         |            |

### Coupe du monde
- 2 podiums : 2 troisièmes places.

#### Différents classements en Coupe du monde
| Année     | Classement général final |
| 2020-2021 | 4e                       |
| 2021-2022 | 6e                       |
| 2022-2023 | 12e                      |

### Championnats du monde junior
- Médaille d'or par équipes mixtes en 2020 à Oberwiesenthal.

### Coupe continentale
- Meilleur classement général : 2e en 2020.
- 4 podiums, dont 2 victoires.
- 1 victoire par équipe.

Palmarès au 12 février 2022.